# الوارو گارسیا (بازیکن فوتبال زاده ۱۹۸۶)
الوارو گارسیا (انگلیسی: Álvaro García؛ زادهٔ ۷ ژوئیهٔ ۱۹۸۶) بازیکن فوتبال اهل اسپانیا است.
از باشگاه‌هایی که در آن بازی کرده‌است می‌توان به باشگاه فوتبال کادیس، باشگاه فوتبال لگانس، باشگاه فوتبال آستراس تریپولی، و باشگاه فوتبال هرکولس اشاره کرد.